# Súchil
Suchil är en ort i Mexiko.   Den ligger i kommunen Súchil och delstaten Durango, i den centrala delen av landet, 700 km nordväst om huvudstaden Mexico City. Suchil ligger 1 976 meter över havet och antalet invånare är 6 928.
Terrängen runt Suchil är varierad. Suchil ligger nere i en dal. Runt Suchil är det glesbefolkat, med 13 invånare per kvadratkilometer. Närmaste större samhälle är Vicente Guerrero, 14,0 km nordväst om Suchil. Omgivningarna runt Suchil är i huvudsak ett öppet busklandskap.